# Галицький замок (Словаччина)

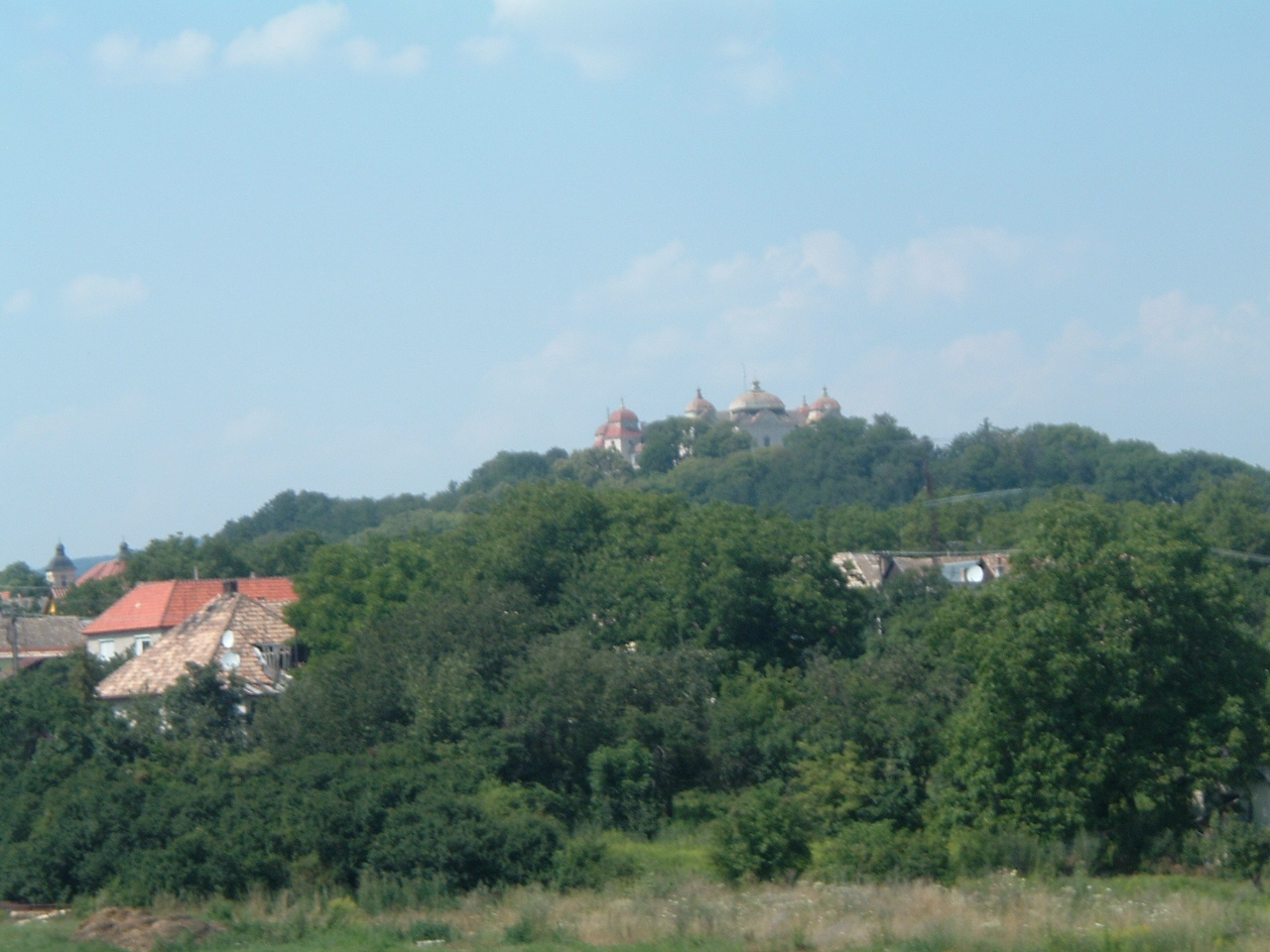

Га́лицький за́мок (словац. Haličský zámok) — словацький замок у селі Галич, округ Лученец, за 8 км на захід від міста Лученец. Замок побудований в стилі бароко.

## Історія
У середині століття на місці сучасного замку стояв замок, згаданий вперше в 1450 році. Наприкінці XV століття замок знесли, а в 1554 році на місці старого замку сім'я Форг побудувала новий. У XVIII столітті він був перебудований в стилі бароко.